# Braian Pedraza
Braian Ezequiel Pedraza (Virrey del Pino, 8 de mayo de 1999) es un futbolista profesional argentino que juega como mediocampista, actualmente se encuentra sin club. 

## Trayectoria
Sus comienzos juveniles se dieron en la Sociedad de Fomento "La Foresta". Hizo inferiores en Boca Juniors. Luego Braian Pedraza llega al Club Almirante Brown.   
Apareció en su debut el 28 de noviembre de 2018 en la victoria por 4-2 sobre el Deportivo Español, reemplazando a  Diego Alejandro García después de ochenta y un minutos.
Pedraza tuvo cuatro apariciones más como suplente en 2018-19, una en cada uno de los siguientes cuatro meses. 
En julio de 2019, integrando el equipo de Almirante Brown, disputó un partido contra la Selección Argentina Sub-23 que participó en los Juegos Panamericanos de Perú 2019.
En febrero de 2021, Pedraza se incorporó a Juventud Unida de San Miguel.   
A mediados de 2024 deja Juventud Unida para incorporarse al Club Deportivo y Mutual Leandro N. Alem de la Primera C de Argentina.
En una polémica decisión, a mediados de noviembre de 2024 fue desvinculado del club junto a otros 3 jugadores por estar disputando la Copa Potrero que organiza el "Kun" Sergio Agüero, presuntamente sin autorización del club.